# Бахмутський Олексій Іванович
Бахмутський, Олексій Іванович (17 березня 1893 — 25 вересня 1939) — радянський винахідник, конструктор першого в світі вуглевидобувного комбайну. Народився у селищі Петрово-Мар'ївка на Луганщині.

## Біографія
Бахмутський О. І. народився 17 березня 1893 р. у селищі Петрово-Мар'ївка на Луганщині, в родині шляхового обхідника. Після закінчення трьох класів школи почав працювати на шахті «Тетяна» мастильником підйому, лебідчиком, помічником слюсаря. В 17 років вже працював електромонтажником на шахті.
З початком Першої світової війни був призваний до армії — в телеграфно-телефонні майстерні Південно-Західного фронту, де займався навчанням солдатів зв'язку і де зробив один із своїх перших винаходів — фонічний виклик по телефону.
Після війни працював головним механіком Первомайського рудоуправління в Донбасі.
В січні 1939 р. нагороджений орденом Леніна.
Загинув 25 вересня 1939 р. під час випробування нової моделі свого комбайну.

## Винаходи

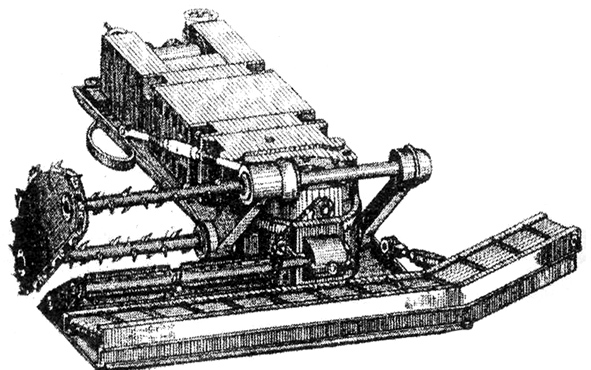
Перший у світі очисний комбайн українських інженерів (О.І. Бахмутський, В. Г. Яцкіх, Г.І. Роменський)(30-і роки XX ст.)

1932 року розробив конструкцію і побудував дослідний зразок вугільного комбайна Б-1 (комбайн Бахмутського, перша модель), який 17 серпня цього ж року було успішно випробувано на шахті «Альберт» тресту «Кадіїввугілля». Комбайн Бахмутського був першою машиною, яка одночасно здійснювала зарубування, відбійку і навалку вугілля у вибої.
Наступну, вдосконалену модель (комбайн Б-2) було побудовано у 1934 році. За сім років створили шість моделей комбайна Бахмутського. Після низки вдосконалень Горлівський завод ім. С. М. Кірова випустив в 1939 році промислову серію комбайнів (5 машин типа Б-6-39), які успішно працювали на шахтах Донбасу до початку німецько-радянської війни в 1941 році. Конструктивні рішення, запропоновані Бахмутським, в подальшому були використані в багатьох типах радянських комбайнів (наприклад, «Донбас» і «Горняк»).